# Thrinchostoma rubrocinctum
Thrinchostoma rubrocinctum är en biart som beskrevs av Raymond Benoist 1957. Thrinchostoma rubrocinctum ingår i släktet Thrinchostoma och familjen vägbin. Inga underarter finns listade i Catalogue of Life.